# Polyrhachis laevigata
Polyrhachis laevigata är en myrart som beskrevs av Smith 1857. Polyrhachis laevigata ingår i släktet Polyrhachis och familjen myror. Inga underarter finns listade i Catalogue of Life.